# Secrets d'un escàndol
Secrets d'un escàndol (títol original en anglès, May December) és una pel·lícula estatunidenca de comèdia dramàtica fosca del 2023 dirigida per Todd Haynes a partir d'un guió de Samy Burch, basada en una història de la mateixa Burch i d'Alex Mechanik. És protagonitzada per Natalie Portman com una actriu que viatja per conèixer i estudiar la vida de la Gracie, la polèmica dona (Julianne Moore) que interpretarà en una pel·lícula, una dona coneguda per la relació de 24 anys amb el seu marit Joe (Charles Melton), que va començar quan ell tenia 13 anys i ella 36. Ha estat doblada i subtitulada al català.
La pel·lícula es va anunciar el juny de 2021, amb Portman i Moore unint-se al repartiment. Filmada en 23 dies a mitjan 2022 a Savannah (Geòrgia), es va estrenar al 76è Festival de Canes el 20 de maig de 2023, moment en el qual Netflix va adquirir els drets de distribució a Amèrica del Nord.
Secrets d'un escàndol es va estrenar en una selecció de cinemes dels Estats Units el 17 de novembre de 2023, abans d'incloure's a Netflix l'1 de desembre de 2023. Va rebre elogis de la crítica i diversos reconeixements, incloses quatre nominacions als 81ns Globus d'Or i una nominació al millor guió original als 96ns premis Oscar, i va ser escollida per l'American Film Institute com una de les deu millors pel·lícules del 2023.